# 昆士蘭瓶幹樹
昆士蘭瓶幹樹（学名：Brachychiton rupestris），又称澳洲佛肚樹、佛肚树、纺缍樹，为梧桐科瓶幹樹屬下的一个植物种，澳洲特有屬。